# Relațiile dintre România și Regatul Unit
Relațiile dintre România și Regatul Unit sunt relații externe bilaterale între Regatul Unit și România. Ambele țări au stabilit relații diplomatice în 1880. Ambele țări sunt membre NATO. Marea Britanie are o ambasadă la București, iar România are o ambasadă la Londra. România mai are două consulate generale la Edinburgh și Manchester. România are și cinci consulate onorifice la Leeds, Newcastle, Inverness, Liverpool și Bristol. România are un institut cultural la Londra.

## Istoric
În ultimii ani, relațiile dintre Regatul Unit și România au scăzut, din păcate, din cauza a ceea ce unii consideră că sunt raportări xenofobe în presa britanică. Cauzată de declinul economic în Regatul Unit, libertatea de mișcare a Uniunii Europene a fost, de asemenea, criticată.

## Companii
Royal Bank of Scotland a funcționat în România între 15 octombrie 2008 și 31 decembrie 2015.
Filiala română a companiei britanice Vodafone este al doilea mare operator de rețea mobilă din țară.
Unul dintre cele mai cunoscute mărci românești din Regatul Unit este Dacia. Are o rețea largă de distribuitori în tot Regatul Unit.

## Vezi și
- Relațiile externe ale României
- Relațiile externe ale Regatului Unit
- Românii din Regatul Unit
- British Romanian Educational Exchange

## Legături externe
- British Foreign and Commonwealth Office about relations with Romania
- British embassy in Bucharest
- Embassy of the United Kingdom of Great Britain and Northern Ireland in Romania
- Romanian embassy in London